# Qutb ad-Din
Qutb ad-Din (med flera alternativa stavningar) är ett arabiskt mansnamn.
- Qutb ad-Din Mawdud, emir av Mosul 1149-1169
- Qutb ad-Din Aybak (död 1210), sultan av Delhi
- Qutb ad-Din Haydar (död cirka 1221), persiskt sufihelgon
- Qutb al-Din al-Shirazi (1236-1311), persisk astronom
- Qutb ad-Din Mubarak Shah (död 1320), tredje och siste härskaren av Khaldjidynastin i Indien
- Qutb al-Din Bahadur Shah (död 1536), sultan av Gujarat